# Saunasaari (ö i Södra Karelen, Villmanstrand, lat 61,21, long 28,36)
Saunasaari är en ö i Finland. Den ligger i sjön Saimen och i kommunen Villmanstrand i den ekonomiska regionen  Villmanstrands ekonomiska region  och landskapet Södra Karelen, i den södra delen av landet, 220 km nordost om huvudstaden Helsingfors. Öns area är 0,9 hektar och dess största längd är 120 meter i sydöst-nordvästlig riktning.